# SSD Casarano Calcio
Società Sportiva Dilettantistica Casarano Calcio, zkráceně jen Casarano je italský fotbalový klub hrající v sezóně 2024/25 ve 4. italské fotbalové lize sídlící ve městě Casarano v regionu Apulie.

## Změny názvu klubu
- 1927/28 – 1946/47 – US Casarano (Unione Sportiva Casarano)
- 1947/48 – Pro Patria Casarano (Pro Patria Casarano)
- 1948/49 – 1968/69 – AS Casarano (Associazione Sportiva Casarano)
- 1969/70 – 1972/73 – Virtus Casarano (Virtus Casarano)
- 1973/74 – 1983/84 – Polisportiva Virtus Casarano (Polisportiva Virtus Casarano)
- 1984/85 – 2005/06 – Casarano Calcio (Casarano Calcio)
- 2006/07 – 2011/12 – ASD Virtus Casarano (Associazione Sportiva Dilettantistica Virtus Casarano)
- 2012/13 – SSD Casarano Calcio (Società Sportiva Dilettantistica Casarano Calcio)

## Získané trofeje

### Vyhrané domácí soutěže
- 5. italská liga ( 1× )

1979/80

## Účast v ligách
| Úroveň soutěže | Název soutěže (nynější název) | První hraná sezona | Poslední hraná sezona | celkem odehraných sezon |
| -------------- | ----------------------------- | ------------------ | --------------------- | ----------------------- |
| 3              | Serie C                       | 1981/82            | 1997/98               | 15                      |
| 4              | Serie D                       | 1961/62            | 2024/25               | 12                      |
| 5              | Eccellenza                    | 1948/49            | 2018/19               | 30                      |

## Trenéři

### Známí trenéři v klubu
- Gastone Bean (1985–1986)
- Mario Kempes (2001–2002)